# Kleinsthubschrauber
Als Kleinsthubschrauber werden Hubschrauber bezeichnet, die dazu geeignet sind, lediglich eine Person ohne weitere Zusatzlasten zu transportieren. In der Literatur werden meist auch Kleinsttragschrauber zu dieser Kategorie gezählt.

## Definition
Unterschieden wird dabei zwischen Rucksackhubschraubern und Einmannhubschraubern, wobei der Übergang fließend ist. Einen „echten“ Rucksackhubschrauber, bei dem der Pilot sowohl die Antriebseinheit als auch die Flugsteuerung an seinem Körper trägt, ist bis heute jedoch nicht bekannt. Einmannhubschrauber besitzen dagegen eine tragende Struktur, meist in Form einer leichten Rahmenkonstruktion, die das Gewicht des Antriebs, die Steuerung und den Piloten trägt und ebenfalls die aerodynamischen Kräfte im Flugzustand aufnimmt. Zum Ausgleich des Drehmoments, das auf die Struktur des Triebwerksträgers übertragen wird, wird bevorzugt eine Koaxialauslegung für den Rotor verwendet. Alternativ kann die Drehmomentübertragung konstruktiv dadurch ausgeschlossen werden, dass der Antrieb am Rotorblatt angebracht wird. Dies kann durch Einblattrotoren mit an einem Ende oder auf dem Blatt angeordneten kleinen Kolbenmotoren oder durch einen Blattspitzenantrieb geschehen.
In neuerer Zeit wird gelegentlich auch die neue Klasse der Ultraleichthubschrauber, wie z. B. die Coax 2d von EDM-Aerotec und die Guimbal Cabri als Kleinsthubschrauber bezeichnet. Eine allgemein gültige Definition und/oder Klassifizierung der Kleinsthubschrauber existiert also nicht. So werden auch moderne Tragschrauber vor allem in Presseberichten fälschlicherweise als Kleinsthubschrauber angesprochen.

## Geschichte

### Anfänge während des Zweiten Weltkriegs

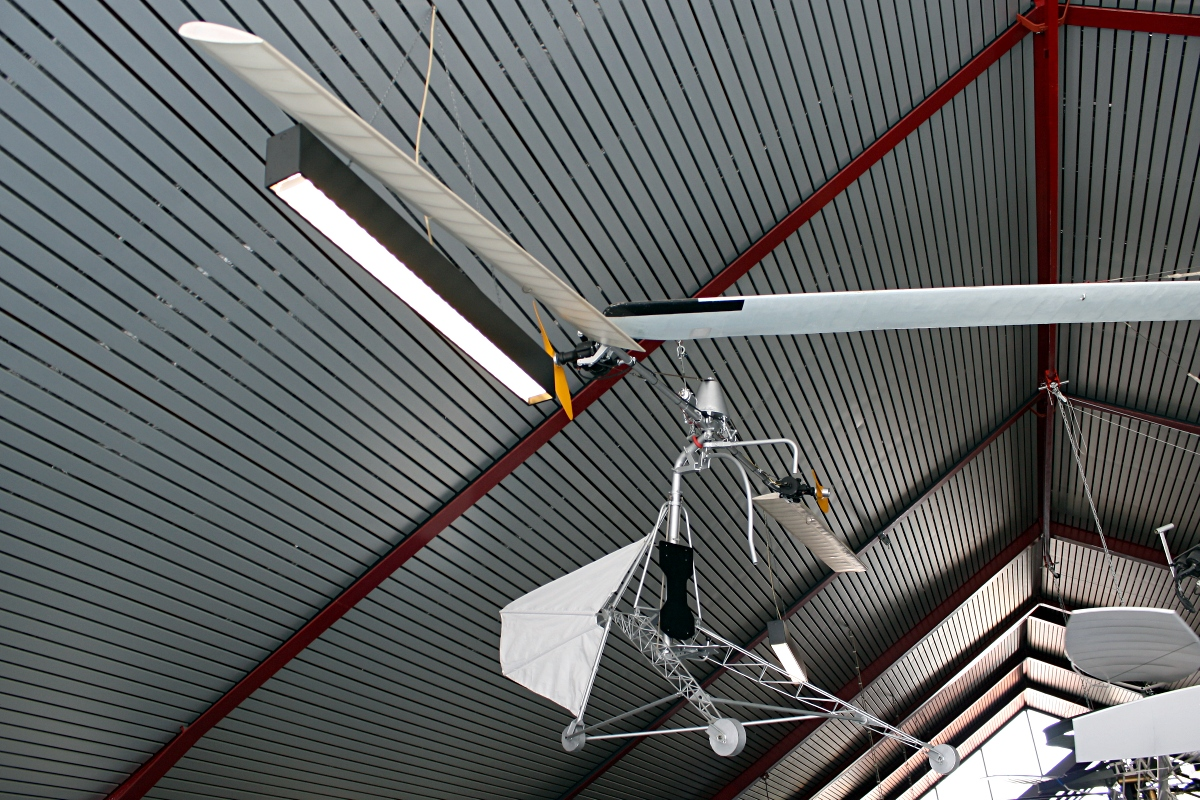
Nagler-Rolz NR 54, der erste falt- und tragbare Kleinsthubschrauber

Als Auslöser für die etwa 1940 begonnene Entwicklung von Kleinsthubschraubern, können die Anforderungen von Militärs sowohl im Zweiten Weltkrieg als auch später während des Kalten Krieges angesehen werden. Die erste bekannte Patentanmeldung stammt von Adolf Weissenburger vom Februar 1938 und trägt den Titel: „Am Menschenkörper befestigter Hubschrauber“. Als Verwendungszweck der Kleinsthubschrauber waren angedacht: Absetzen von Truppen, Personal-Rettungssystem bei Kampfflugzeugbesatzungen, Gefechtsfeldeinsatz. Gelegentlich wurde auch eine zivile Verwendung propagiert.
Das kleine Unternehmen Nagler-Rolz-Flugzeugbau entwickelte ab der Mitte der 1930er Jahre einige Kleinsthubschrauber und einen Rucksackhubschrauber. Ihr erstes Ergebnis war 1940 der NR 55 mit einem 40-PS-Argus-Motor, der als Gegengewicht für einen Einblattrotor diente. Der Motor trieb über eine lange Welle zwei gegenläufige Propeller an, die in einem Abstand von 2,27 m von der Rotorachse angebracht waren. Bei einer Nutzlast von 110 kg betrug die maximale Abflugmasse 300 kg. In einer Halle sollen Freiflugversuche gelungen sein.
Der anschließend gebaute NR 54, ursprünglich als Rucksackhubschrauber geplant, war eine verkleinerte, zusammenfaltbare Ausführung der NR 55. Mit einer Leermasse von 80 kg war die, mit einem 24-PS-Motor ausgestattete, erste Ausführung der NR 54 jedoch als Rucksackhubschrauber nicht zu verwenden. Erst die zweite Version, die sich durch die Verwendung von zwei 8-PS-Motoren und eines Zweiblattrotors von der ersten Variante unterschied, war mit 36,5 kg leicht genug um als Rucksackhubschrauber dienen zu können. Der NR 54 war damit wahrscheinlich der erste faltbare und tragbare Kleinsthubschrauber. Ob diese Konstruktion jedoch tatsächlich als Rucksackhubschrauber angesprochen werden kann, ist zweifelhaft, da der Pilot in einem Dreibeingestell saß, woran an einem Zentralrohr auch sämtliche Antriebselemente angebracht waren. Von der NR 54 wurden lediglich vier Exemplare gebaut und erprobt.
Im Jahr 1941 baute Peter Baumgartl mit der Heliofly I die erste „Rucksackausführung“ eines Tragschraubers, der lediglich 17,5 kg wog und mit Gurten am Körper befestigt werden konnte. Nach „Anwerfen“ des Rotors sollte es mit dem Sportgerät möglich sein von einem Berg ins Tal zu gleiten. Die daraus abgeleitete militärische Heliofly III/57 besaß einen Antrieb in Form zweier jeweils acht PS leistenden Argus-Motoren, die zwei gegenläufige Einblatt-Koaxialrotoren antrieben und jeweils das Gegengewicht am Blattende bildeten. Das 20 kg wiegende Gerät war falt- und tragbar. Die Entwicklung wurde aufgegeben, da der Antrieb zu schwach war und leistungsfähigere Motoren nicht zur Verfügung standen. Mit dem Heliofly III/59 baute Baumgartl noch einen 16-PS-Einmannhubschrauber, der aber auch nur einige Schwebeflüge ausführte.
Einen Einmann-Tragschrauber aus der Zeit des Zweiten Weltkriegs stellte die Focke-Achgelis Fa 330 dar, der in größerer Stückzahl gebaut wurde.

### Nachkriegszeit
Eine der ersten Nachkriegsentwicklungen war der Pentecost HX-1 Hoppi-Copter, der als Rucksackhubschrauber geplant war, aber in dieser Form nicht geflogen werden konnte. Der ab 1951 bei der Kellett Aircraft Corp. entwickelte KH-15 Einmannhubschrauber besaß einen Blattspitzenantrieb mit Raketentriebwerken. Die Leermasse betrug 110 kg. In den USA entstanden Mitte der 1950er Jahre mit dem Gyrodyne RON und dem Hiller ROE zwei weitere militärische Einmannhubschrauber, von denen aber nur 10 bzw. 12 Exemplare gebaut wurden.
In Brasilien entwickelte Baumgartl 1957 mit dem PB 64 einen dem KH-15 ähnlichen Einmannhubschrauber, der jedoch Pulsorohre für den Blattspitzenantrieb verwendete. Bei Dornier entstand ab 1960 der faltbare Do 32E, der ebenfalls einen Reaktionsantrieb verfügte. Hier trat verdichtete Luft, die von einer Gasturbine geliefert wurde, an den Blattspitzen aus. Auch die VFW H-2, mit einer Leermasse von 152 kg, hatte ihren Erstflug Mitte der 1960er Jahre und verwendete einen Reaktionsantrieb mit komprimierter Luft, für die ein Zweitaktmotor sorgte.
Ende der 1960er Jahre nahm die Zahl der neuentwickelten Kleinsthubschrauber stark ab und sind heute nur noch selten anzutreffen. Eine Ausnahme stellt der Gen H-4 dar, ein Koaxial-Einmannhubschrauber.

## Entwicklungen mit ähnlicher Zielsetzung
- Tragplattformen der 1950er Jahre: De Lackner HZ-1, Hiller VZ-1 Pawnee
- Raketenrucksack
- Drachenbauart: Ryan Flex Wing
- Aufblasbare Tragflächen: Goodyear Inflatoplane, M.L. Aviation Utility